# The Persistent Mr. Prince
The Persistent Mr. Prince è un cortometraggio muto del 1914 diretto da Wilfrid North. Il film aveva come interpreti Wallie Van, Lillian Walker, Antonio Moreno, Edwina Robbins.

## Produzione
Il film fu prodotto dalla Vitagraph Company of America.

## Distribuzione
Distribuito dalla General Film Company, il film - un cortometraggio in una bobina - uscì nelle sale cinematografiche statunitensi il 19 giugno 1914.